# Njutånger
Njutånger est une localité de Suède dans la commune d'Hudiksvall située dans le comté de Gävleborg.
Sa population était de 833 habitants en 2019.